# Теорема косинусів (сферична геометрія)
В сферичній тригонометрії, теорема косинусів (також відома як правило косинусів для сторін) — формули відношення сторін і кутів сферичних трикутників, аналог теореми косинусів в тригонометрії на площині.

Сферичний трикутник

Нехай дана сфера з діаметром 1, сферичний трикутник на сфері визначається трьома великими колами, що поєднують три точки u , v  і w  на сфері (див. малюнок праворуч).  Якщо довжини трьох сторін становлять a (від u' до v), b (від u до w) і c (від v до w), і кут навпроти c є C, тоді (перший) сферична теорема косинусів стверджує:
{\displaystyle \cos(c)=\cos(a)\cos(b)+\sin(a)\sin(b)\cos(C).\,}
Через те, що це одинична сфера, довжини a, b і c просто дорівнюють кутам (в радіанах) утвореним радіусами сфери проведеними до кінців відповідної сторони (для не одиничної сфери довжини сторін дорівнюють добутку дугового кута на радіус). В особливому випадку, коли {\displaystyle C=\pi /2}, тоді {\displaystyle \cos(C)=0\,} і ми отримуємо сферичний аналог теореми Піфагора:
{\displaystyle \cos(c)=\cos(a)\cos(b).\,}
Різновидом теореми косинусів, друга сферична теорема косинусів, (також відома як правило косинусів для кутів) стверджує:
{\displaystyle \cos(A)=-\cos(B)\cos(C)+\sin(B)\sin(C)\cos(a)\,}
де A та B це кути протилежні до сторін a і b, відповідно.
Для маленького сферичного трикутника, тобто для маленьких a, b і c, сферична теорема косинусів наближається до теореми косинусів на площині,
{\displaystyle c^{2}\approx a^{2}+b^{2}-2ab\cos(C).\,\!}
Помилка в цьому наближенні, може бути обчислена з ряду Тейлора для функцій косинуса та синуса, і становить:
{\displaystyle O(c^{4})+O(a^{3}b)+O(ab^{3}).\,\!}

## Доведення
Доведення може бути побудоване наступним чином.  Нехай u, v, і w означають одиничні вектори з центру сфери до кутів трикутника. Тоді, довжини (кути) сторін задаються як скалярні добутки:
{\displaystyle \cos(a)=\mathbf {u} \cdot \mathbf {v} }
{\displaystyle \cos(b)=\mathbf {u} \cdot \mathbf {w} }
{\displaystyle \cos(c)=\mathbf {v} \cdot \mathbf {w} }
Для отримання кута C, нам потрібен дотичні вектори ta і tb в u уздовж напрямків сторін a і b, відповідно.  Наприклад, дотичний вектор ta це одиничний вектор перпендикулярний до u в площині u-v, напрямок якого задається компонентом v перпендикулярним до u.  Це означає:
{\displaystyle \mathbf {t} _{a}={\frac {\mathbf {v} -\mathbf {u} (\mathbf {u} \cdot \mathbf {v} )}{\left|\mathbf {v} -\mathbf {u} (\mathbf {u} \cdot \mathbf {v} )\right|}}={\frac {\mathbf {v} -\mathbf {u} \cos(a)}{\sin(a)}}}.
Аналогічно,
{\displaystyle \mathbf {t} _{b}={\frac {\mathbf {w} -\mathbf {u} \cos(b)}{\sin(b)}}.}
Тоді кут C отримаємо як:
{\displaystyle \cos(C)=\mathbf {t} _{a}\cdot \mathbf {t} _{b}={\frac {\cos(c)-\cos(a)\cos(b)}{\sin(a)\sin(b)}}}
звідки негайно отримуємо теорему косинусів.
Як наслідок легко отримати другу теорему косинусів. 

## Теорема синусівдля тригранного кута
{\displaystyle {\sin a \over \sin A}={\sin b \over \sin B}={\sin c \over \sin C}}.